# Tivodrassus reddelli
Tivodrassus reddelli là một loài nhện trong họ Gnaphosidae.
Loài này thuộc chi Tivodrassus. Tivodrassus reddelli được Norman I. Platnick & Mohammad U. Shadab miêu tả năm 1976.